# Neozavrelia fengchengensis
Neozavrelia fengchengensis är en tvåvingeart som beskrevs av Wang 1996. Neozavrelia fengchengensis ingår i släktet Neozavrelia och familjen fjädermyggor.
Artens utbredningsområde är Liaoning (Kina). Inga underarter finns listade i Catalogue of Life.